# Partia Zjednoczonej Australii
Partia Zjednoczonej Australii (en. United Australia Party, UAP) – australijska partia polityczna istniejąca w latach 1931–1945, następczyni Nacjonalistycznej Partii Australii i poprzedniczka Partii Liberalnej.
Partia powstała w 1931 r. Utworzyli ją deputowani laburzystowcy niezadowoleni z polityki gospodarczej rządu, niezależni deputowani konserwatywni oraz opozycjoniści z Partii Nacjonalistycznej. W latach 1932–1941 UAP była największą partią parlamentarną. W 1945 r. przekształciła się w Partię Liberalną.

## Lista liderów federalnych
| od   | do   | osoba          |
| ---- | ---- | -------------- |
| 1931 | 1939 | Joseph Lyons   |
| 1939 | 1941 | Robert Menzies |
| 1941 | 1943 | Billy Hughes   |
| 1943 | 1945 | Robert Menzies |